# Гросенлюдер
Гросенлюдер (нім. Großenlüder) — сільська громада в Німеччині, знаходиться в землі Гессен. Підпорядковується адміністративному округу Кассель. Входить до складу району Фульда.
Площа — 73,92 км2. Населення становить 8580 ос. (станом на 31 грудня 2020).